# Ghiacciolo (gelato)

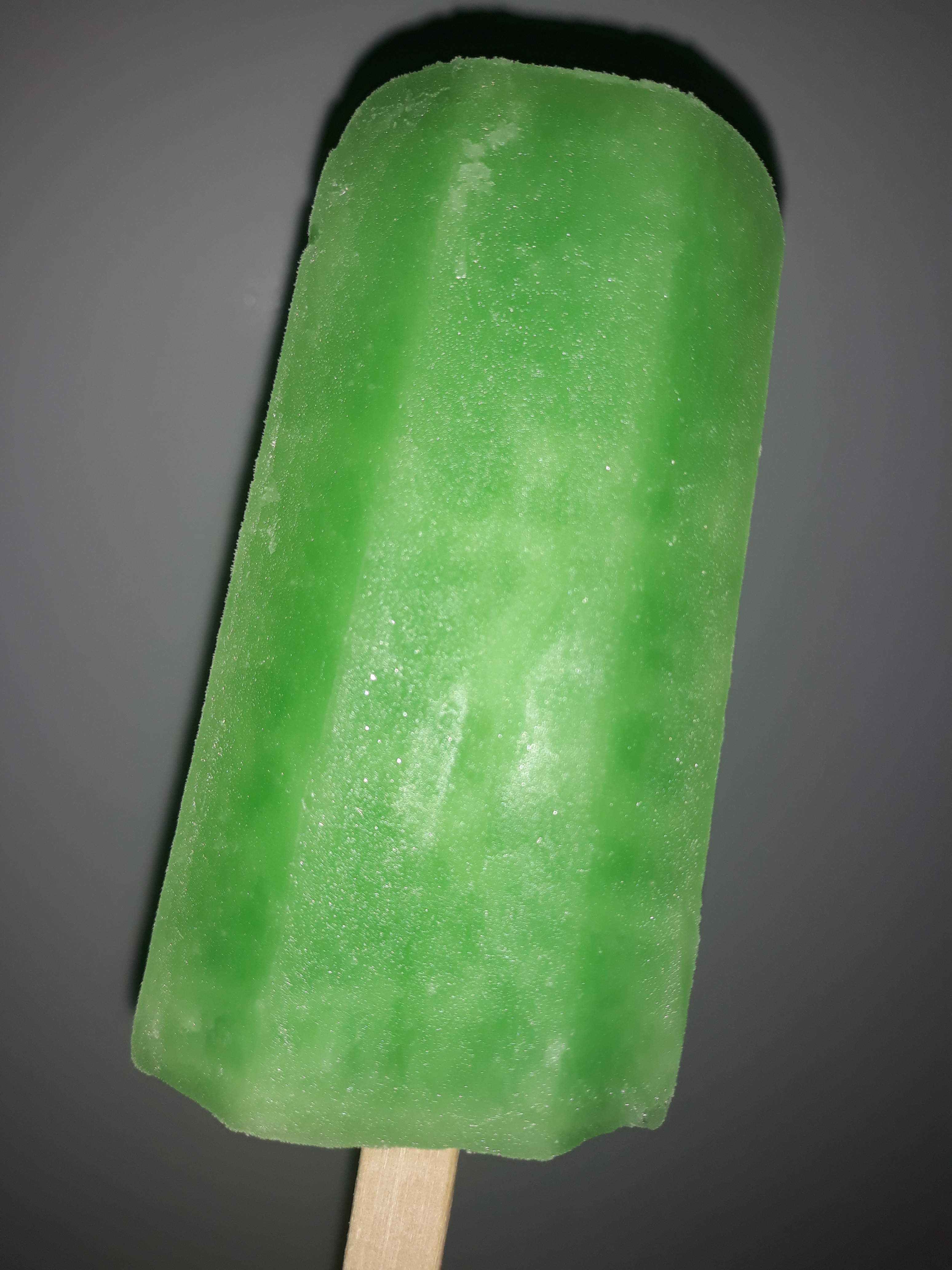
Ghiacciolo alla menta

Il ghiacciolo è un tipo di dolce freddo, composto da acqua zuccherata e aromatizzata fatta congelare attorno a un bastoncino di legno. Può anche contenere succo di frutta, tè o altri gusti.

## Etimologia
Diffondendosi nel mondo, ha acquisito molti nomi diversi: nei paesi di lingua inglese, compresi Stati Uniti e Canada, si chiama popsicle, nel Regno Unito ice lolly e in Australia ice block o icy pole.

## Storia
L'invenzione del ghiacciolo risale al 1905 e si deve a una scoperta casuale da parte di Frank Epperson, un bambino di Oakland undicenne all'epoca, che in una gelida notte d'inverno aveva inavvertitamente lasciato sul davanzale della finestra un bicchiere di acqua e soda con dentro il bastoncino che aveva usato per mescolarle. Il giorno dopo Frank riuscì a liberare il blocco di ghiaccio formatosi facendo scorrere acqua calda sul bicchiere, e prese a mangiare il "ghiacciolo" usando il bastoncino come manico. Nel 1923 Epperson ottenne il brevetto per l'idea del "ghiaccio sul bastoncino", che battezzò popsicle.
In Italia i ghiaccioli sono giunti nel secondo dopoguerra. In Emilia-Romagna, più precisamente a Reggio Emilia, il ghiacciolo dal 1960 viene chiamato BIF dall'acronimo dei cognomi dei tre soci titolari della società che fondarono l'azienda (Braglia - Iori - Fornaciari). A Bologna, per lo stesso motivo, il ghiacciolo era invece chiamato COF, dal nome della ditta "Cavazzoni Orlando e Fratelli" che aveva sede in città.
I ghiaccioli prodotti industrialmente esistono in una gamma standardizzata di gusti corrispondenti a determinati colori: magenta, rosso o rosa all'amarena, arancione all'arancia, giallo al cedro, verde alla menta, azzurro all'anice, viola alla mora, bianco al limone e marrone alla cola o al tamarindo. La produzione casalinga e artigianale può dare luogo a variazioni.
Una variante del ghiacciolo è il "calippo", nome commerciale che indica la stessa miscela di acqua zuccherata, aromatizzata e ghiacciata, versata però in un tubetto a cono, che si consuma spremendolo dal basso.